# Чиж Олег Володимирович
Оле́г Володи́мирович Чи́ж (31 травня 1988 — 13 серпня 2014) — солдат 30-ї окремої механізованої бригади Збройних сил України, учасник російсько-української війни.

## Життєвий шлях
Народився 1988 року в місті Рига (Латвія). З дитинства проживав в місті Новоград-Волинський. Закінчив звягельську ЗОШ № 7 і 2011-го — промислово-економічний технікум. Протягом 2007—2010 років проходив службу в 30-й ОМБр, спочатку строкову, а згодом за контрактом. 11 березня 2014 року був мобілізований, з 17 липня перебував у зоні бойових дій. Солдат, командир відділення 2-ї батареї важкої самохідної артилерії 30-ї ОМБр.
Загинув 13 серпня 2014 року у боях поблизу села Степанівка (Шахтарський район) внаслідок влучення снаряду в машину. О 5-й годині ранку того дня востаннє вийшов на зв'язок.
Вважався зниклим безвісти; у січні 2015 року ідентифікований серед загиблих за експертизою ДНК. Поховали Олега 30 січня 2015-го в смт Яблунець Ємільчинського району.
Без сина лишились батьки, без брата — сестра Ірина.

## Нагороди та вшанування
За особисту мужність і героїзм, виявлені у захисті державного суверенітету та територіальної цілісності України, вірність військовій присязі під час російсько-української війни, відзначений — нагороджений
- орденом «За мужність» III ступеня (22.9.2015, посмертно)
- Вшановується 13 серпня на щоденному ранковому церемоніалі вшанування українських захисників, які загинули цього дня у різні роки внаслідок російської збройної агресії[1].
- Його портрет розміщений на меморіалі «Стіна пам'яті полеглих за Україну» у Києві: секція 2, ряд 5, місце 41.
- У жовтні 2015 року на будівлі Новоград-Волинської ЗОШ № 7 відкрито меморіальну дошку на честь випускників Сергія Михайлова, солдата Олега Чижа, Андрія Кулініча та Ярослава Остапчука.
- Почесний громадянин Звягеля (посмертно; рішення Новоград-Волинської міської ради від 24.07.2020 № 1002)[2]